# Comté de McIntosh (Géorgie)
Pour les articles homonymes, voir Comté de McIntosh.
Le comté de McIntosh est un comté situé dans l'État de Géorgie aux États-Unis. Le siège du comté est Darien. Selon le recensement de 2010, sa population est de 14 333 habitants et en 2005 la population est estimée à 11 068 habitants. Le comté de McIntosh a été créé en 1793 en partitionnant le comté de Liberty et nommé en l'honneur d'une célèbre famille locale les McIntosh dont Lachlan McIntosh, général, fait partie.

## Démographie
| 1800  | 1810  | 1820  | 1830  | 1840  | 1850  |
| ----- | ----- | ----- | ----- | ----- | ----- |
| 2 660 | 3 739 | 5 129 | 4 998 | 5 360 | 6 027 |

| 1860  | 1870  | 1880  | 1890  | 1900  | 1910  |
| ----- | ----- | ----- | ----- | ----- | ----- |
| 5 546 | 4 491 | 6 241 | 6 470 | 6 537 | 6 442 |

| 1920  | 1930  | 1940  | 1950  | 1960  | 1970  |
| ----- | ----- | ----- | ----- | ----- | ----- |
| 5 119 | 5 763 | 5 292 | 6 008 | 6 364 | 7 371 |

| 1980  | 1990  | 2000   | 2010   | - | - |
| ----- | ----- | ------ | ------ | - | - |
| 8 046 | 8 634 | 10 847 | 14 333 | - | - |

## Comtés adjacents
- Comté de Liberty (nord)
- Comté de Glynn (sud)
- Comté de Wayne (ouest)
- Comté de Long (nord-ouest)

## Principale ville
- Darien